# Arpad Šterbik
Arpad Šterbik (Senta, 20 novembre 1979) è un ex pallamanista e allenatore di pallamano spagnolo con cittadinanza serba.

## Palmares

### Club

#### Competizioni nazionali
- Campionato ungherese: 4

Veszprém: 2001-02, 2002-03, 2003-04, 2018-19
- Coppa d'Ungheria: 3

Veszprém:  2001-02, 2002-03, 2003-04
- Liga ASOBAL: 6

Ciudad Real: 2006-07, 2007-08, 2008-09, 2009-10
Barcellona: 2012-13, 2013-14
- Coppa del Re: 3

Ciudad Real: 2007-08, 2010-11
Barcellona: 2013-14
- Coppa ASOBAL: 7

Ciudad Real: 2004-05, 2005-06, 2006-07, 2007-08, 2010-11
Barcellona: 2012-13, 2013-14
- Supercoppa ASOBAL: 4

Ciudad Real: 2005, 2008, 2011
Barcellona: 2013
- Campionato macedone:

Vardar: 2014–15, 2015–16, 2016-17, 2017-18
- Coppa di Macedonia del Nord:

Vardar: 2014–15, 2015–16, 2016-17, 2017-18
- Supercoppa di Macedonia del Nord: 1

Vardar: 2017

#### Competizioni internazionali
- Champions League: 4

Ciudad Real: 2005-06, 2007-08, 2008-09
Vardar: 2016–17
- Champions Trophy: 3

Ciudad Real: 2005, 2006, 2008
- Super Globe: 2

Ciudad Real: 2007, 2010
Barcellona: 2013
- SEHA League: 1

Vardar: 2016–17, 2017-18
Veszprém: 2019-20

### Nazionale

#### Serbia e Montenegro
- Mondiali

 Egitto 1999, Francia 2001

#### Spagna
- Mondiali

 Spagna 2013
 Svezia 2011
- Europei

 Croazia 2018
 Polonia 2016